# The Words
The Words är en amerikansk romantisk drama- och thrillerfilm från 2012, med manus och regi av Brian Klugman och Lee Sternthal i deras regidebut. I huvudrollerna ses Bradley Cooper, Zoë Saldaña, Olivia Wilde, Jeremy Irons, Ben Barnes, Dennis Quaid, och Nora Arnezeder.

## Rollista
- Bradley Cooper - Rory Jansen
- Zoë Saldaña - Dora Jansen
- Olivia Wilde - Daniella
- Jeremy Irons - den gamla mannen
- Ben Barnes - den unga mannen
- Dennis Quaid - Clay Hammond
- J. K. Simmons - Rorys pappa
- John Hannah - Richard Ford
- Nora Arnezeder - Celia
- Željko Ivanek - Cutler